# Ignacio Castera
Ignacio de Castera Obiedo y Peralta (Ciudad de México, 1750 (?) - 1811) fue un arquitecto y urbanista novohispano de origen criollo con una actividad constructiva importante hacia la última mitad del siglo XVIII, en la Ciudad de México. Su padre fue el arquitecto Esteban Castera. Gracias a la preferencia de personajes importantes, principalmente de su familiar el arzobispo Alonso Núñez de Haro y Peralta y del virrey  Juan Vicente de Güemes Pacheco y Padilla, segundo conde de Revillagigedo, le fueron adjudicadas obras importantes, alcanzando el grado de Maestro Mayor de la Catedral y de la Ciudad de México.

## Obras arquitectónicas
La primera obra conocida del arquitecto Castera es su propia casa, construida hacia 1785 de la cual sólo se conserva una parte de la fachada y está ubicada en el barrio de San Juan del Centro Histórico de la Ciudad de México, en la calle de Revillagigedo número 31. El resto de la construcción ha sido muy modificada y se encuentra prácticamente en ruinas. De 1790 a 1806 se le encomendó la reconstrucción del Templo de San Pedro en Tláhuac.
En 1804 el virrey José de Iturrigaray le encomendó terminar el edificio que albergaría a la Real Fábrica de Tabacos, conocido como la Ciudadela, lo cual realizó en 1807. También es destacable su trabajo en numerosas obras hidráulicas como fuentes, atarjeas, zanjas, alineación de calles, trazado de avenidas y levantamiento de planos de la Ciudad de México, en especial su trabajo en el antiguo Acueducto de Chapultepec en el cual trabajó junto con su padre y en la fuente conocida como Salto del agua realizada en 1779 y que actualmente se encuentra en el Museo Nacional del Virreinato en Tepotzotlán, Estado de México.
Sus obras más destacadas son:
- Antiguo Colegio de La Enseñanza en la Ciudad de México (actual sede de El Colegio Nacional) con Juan Crouset
- Templo y convento de las Capuchinas en la Villa de Guadalupe
- Iglesia de Nuestra Señora de Loreto en la Ciudad de México con Agustín Paz
- Catedral de Querétaro, Antiguo Templo de San Felipe Neri (1792-1804).[3]
- Remodelación de la Iglesia de Santiago Apóstol en Chalco.[4]
- Templo de San Pedro en  Tláhuac

## Galería

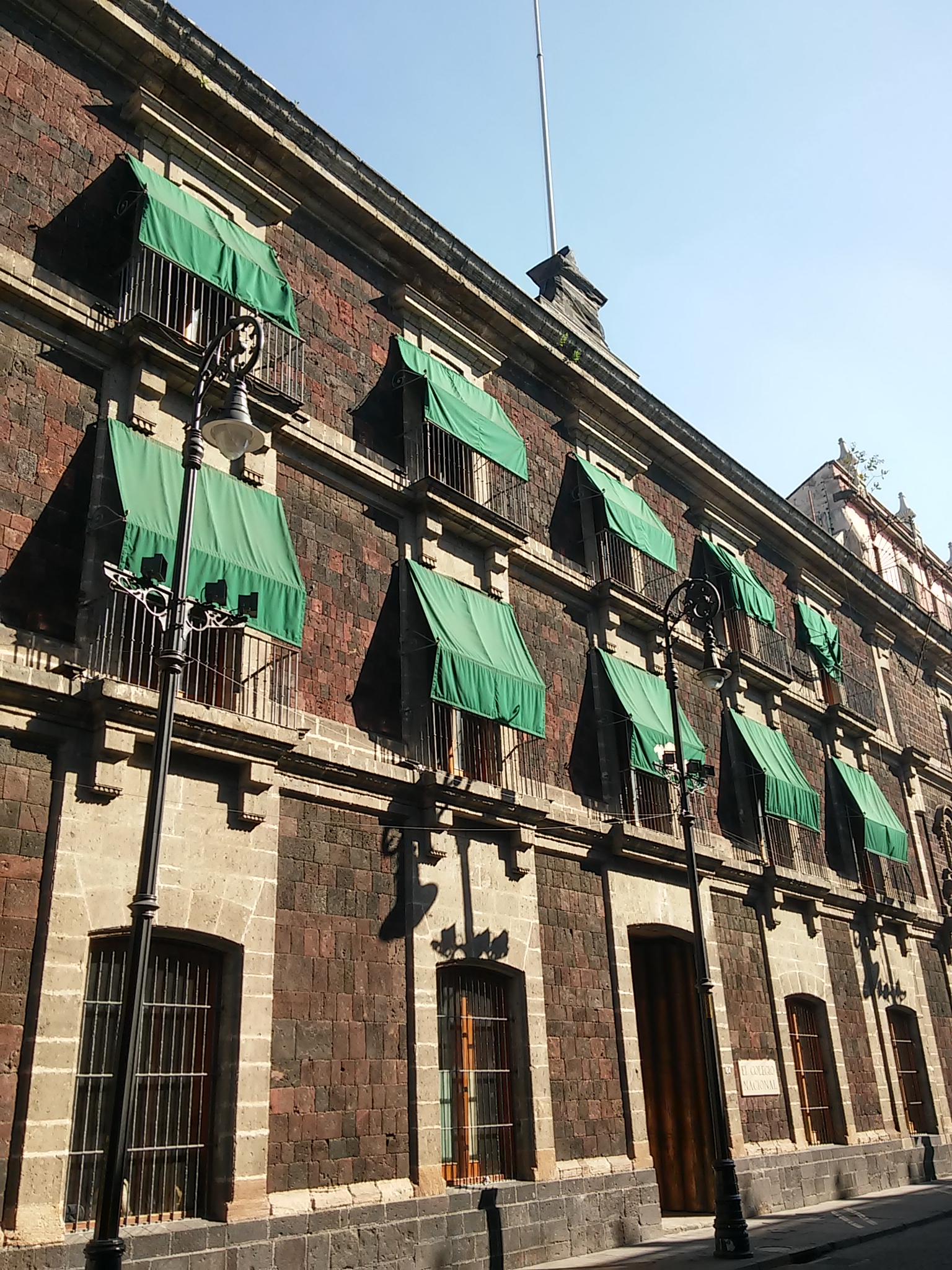
Antiguo Colegio de la Enseñanza
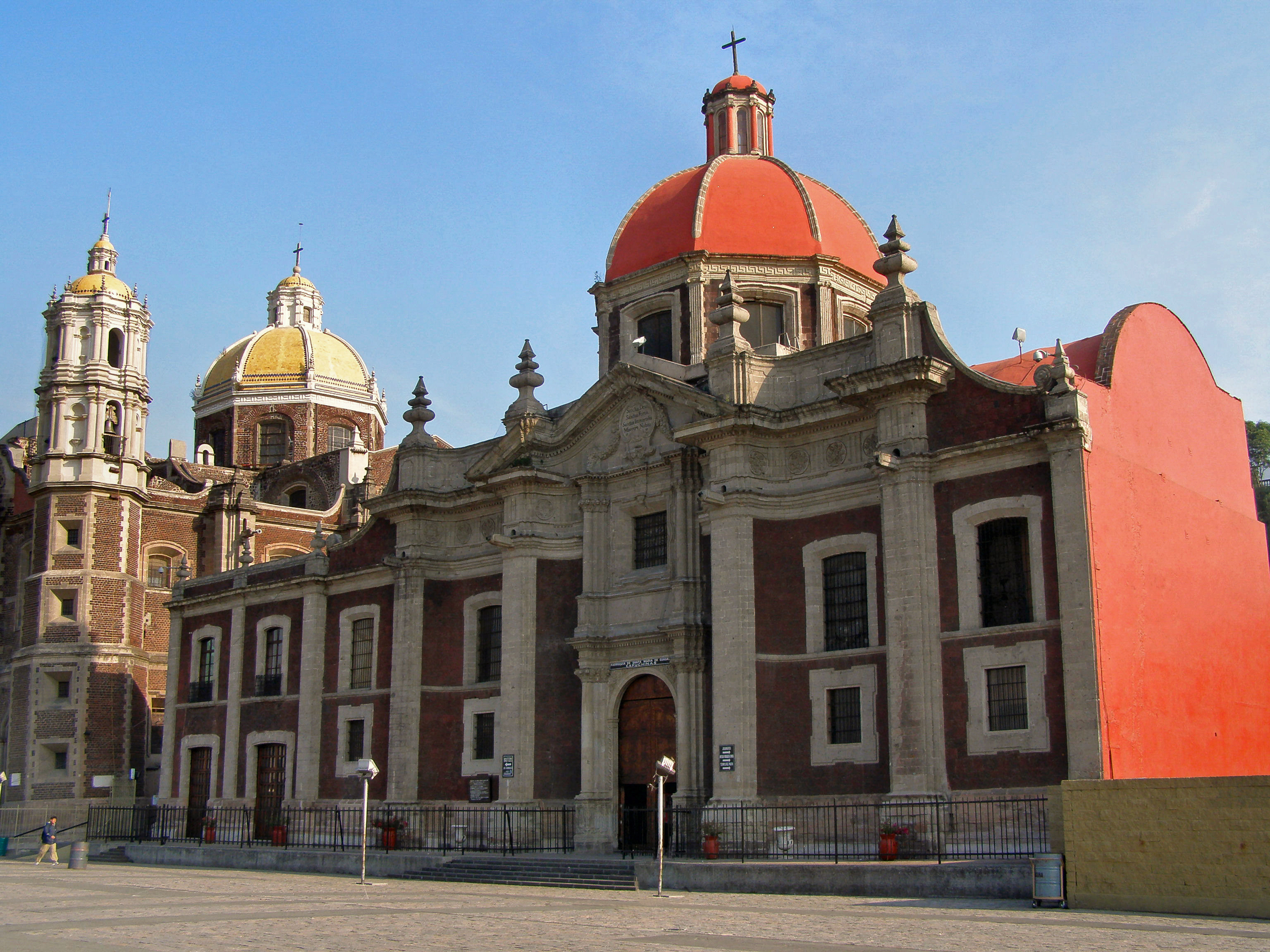
Templo y convento de las Capuchinas
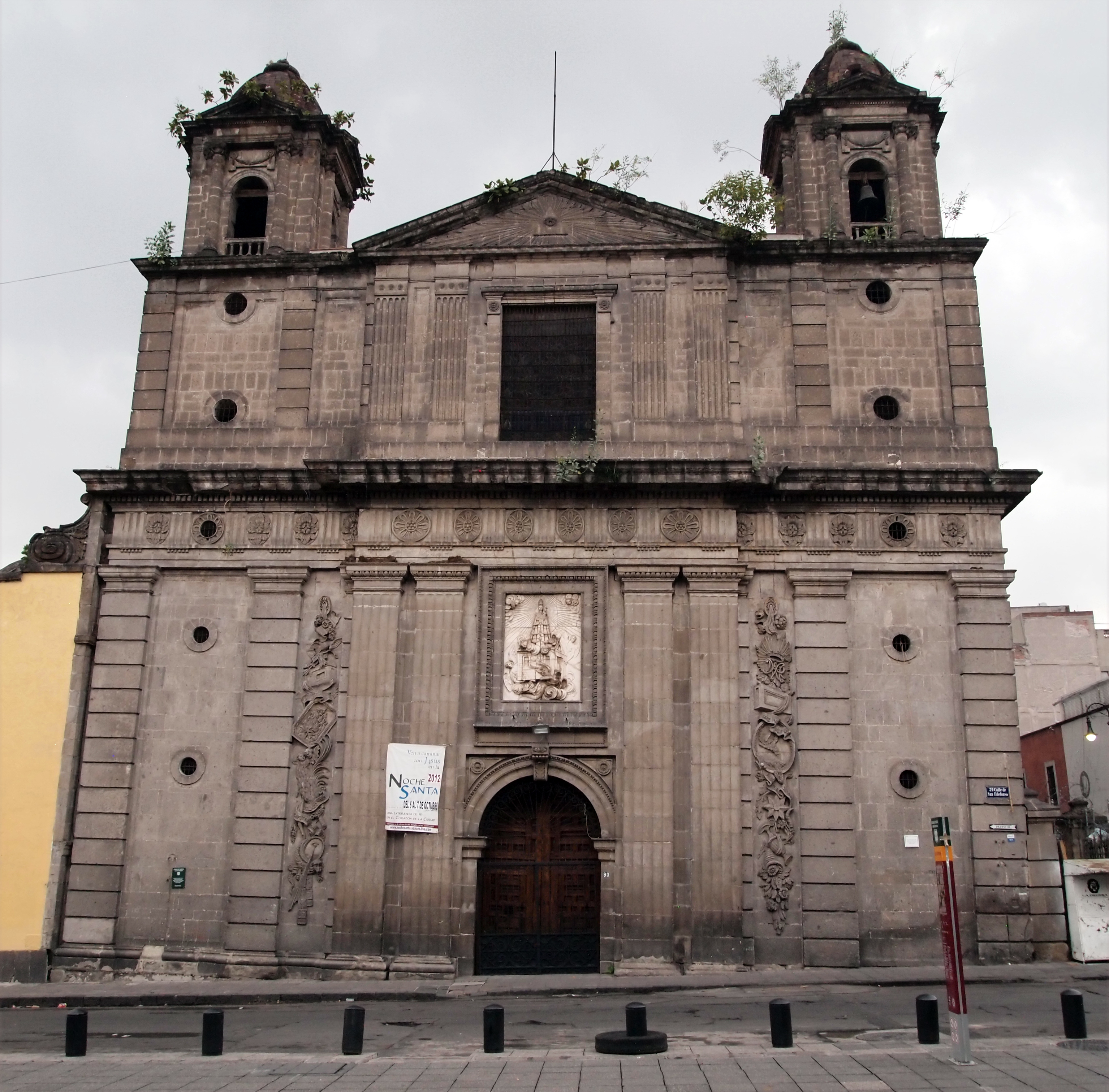
Iglesia de Loreto
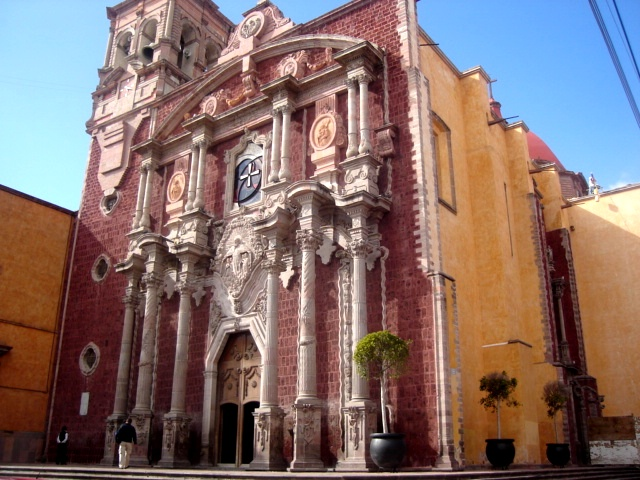
Catedral de Querétaro
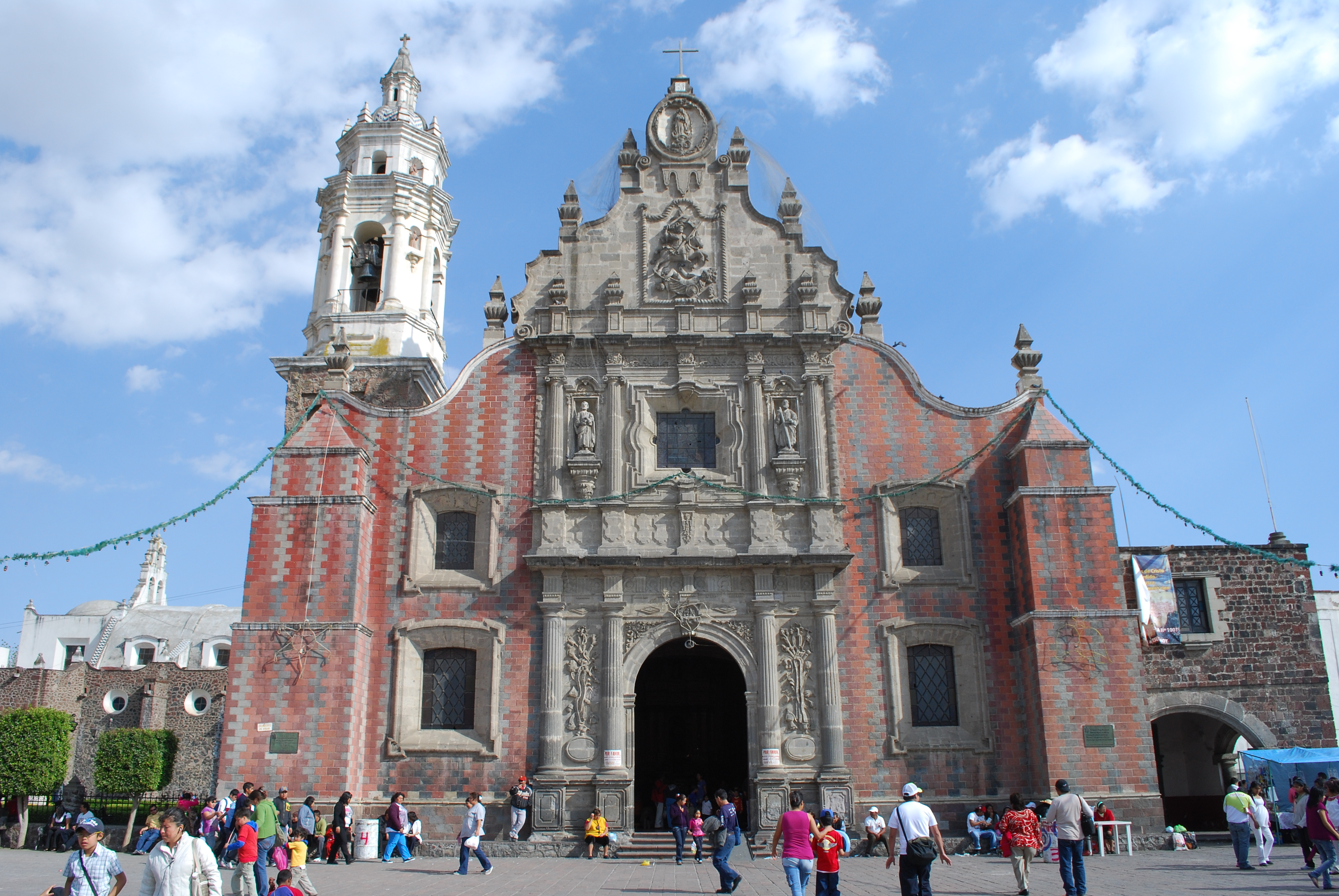
Iglesia de Santiago Apóstol en Chalco, Estado de México
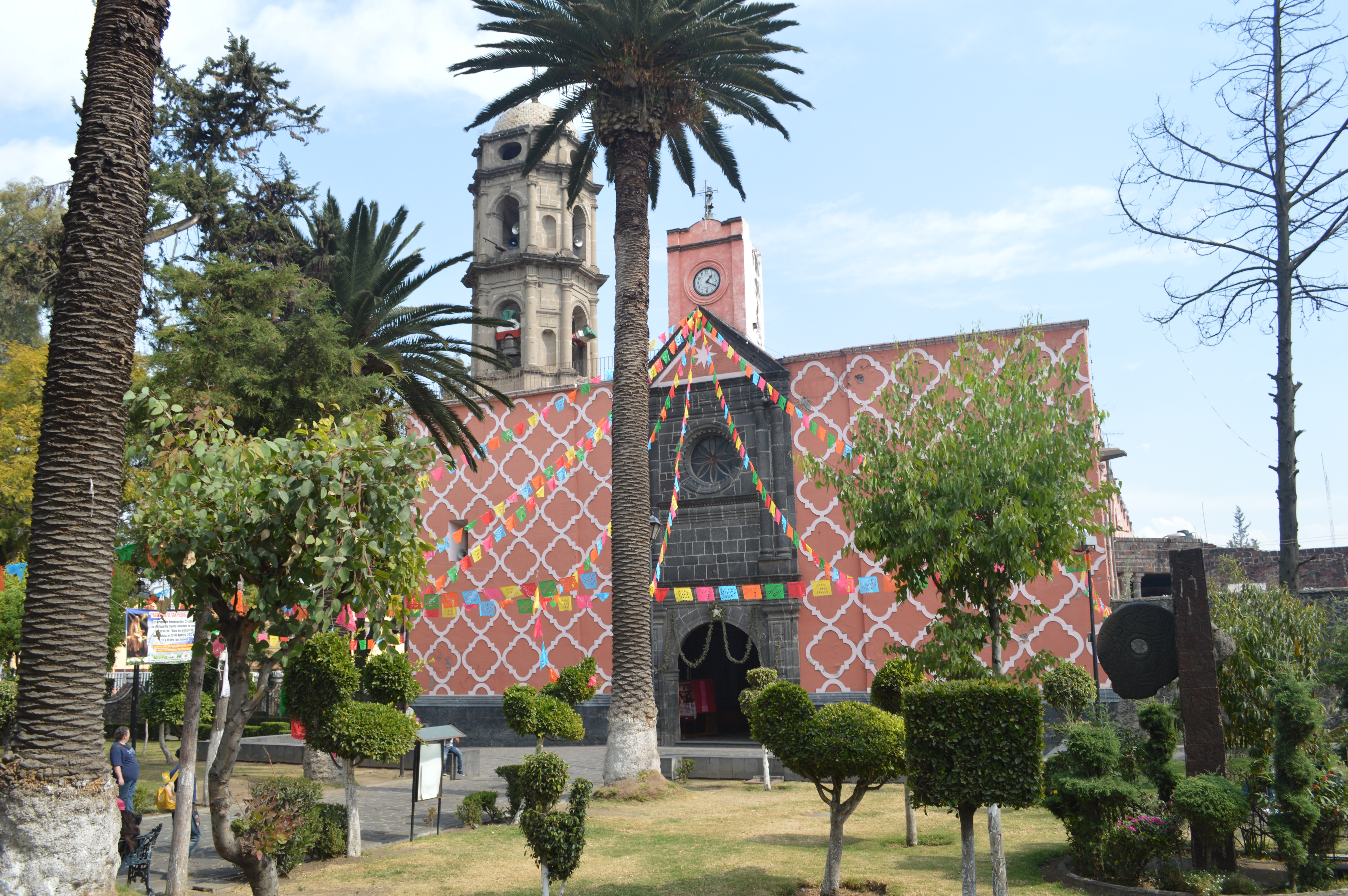
Templo de San Pedro en Tláhuac
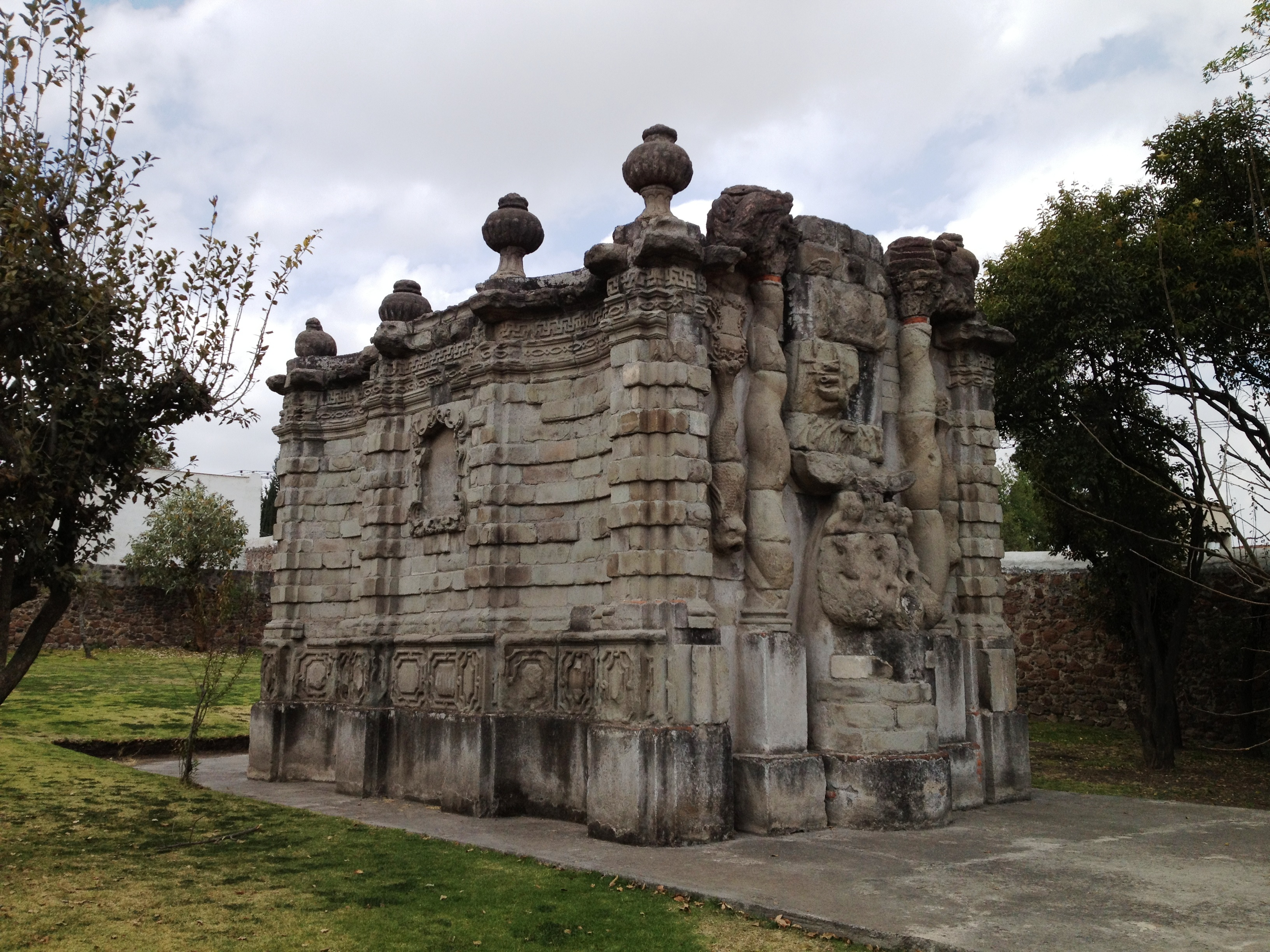
Fuente original del Salto del agua en el huerto del Ex Convento de San Francisco Javier en Tepotzotlan, Estado de México